# Trânsito de Vênus em Júpiter
O trânsito de Vênus em frente ao Sol, visto da Júpiter ocorre quando o planeta Vênus passa diretamente entre o Sol e Júpiter, obscurecendo uma pequena parte do Sol para um observador em Júpiter. Durante um trânsito, Vênus pode ser visto a partir de Júpiter como um pequeno disco preto se movendo em toda a face do Sol
Naturalmente, ninguém jamais viu um trânsito de Vênus de Júpiter, nem é provável que isto aconteça em um futuro previsível. No entanto, o próximo deverá ocorrer no dia 26 de maio de 2024.
Um trânsito pode ser observado a partir da superfície de uma das luas de Júpiter ou em sua órbita em vez de a partir do próprio Júpiter. Isto devido a Júpiter não possuir uma superfície sólida.
O período sinódico de Vênus-Júpiter é 236,992 dias. Ele pode ser calculado usando a fórmula 1 / (1/P  - 1/Q), onde P é o período orbital sideral de Vênus (224,695434 dias) e Q é o período orbital de Júpiter (4330,595 dias).
A inclinação da órbita de Vênus em relação a eclíptica de Júpiter é de 2,26 °, o que é menos do que seu valor de 3,39 ° em relação à eclíptica da Terra.
Por Júpiter ter um raio muito grande, a paralaxe de Vênus entre o centro de Júpiter e seu polo norte ou sul seria de cerca de 22", que é cerca de seis vezes o diâmetro angular aparente de Vênus (cerca de 3,6"), ou 5,6% do diâmetro angular do Sol (cerca de 6,5'). Por isso pode ocorrer de nos polos o planeta Vênus passar extremamente próximo ao Sol, mas sem obscurecê-lo.
| Os trânsitos de Vênus a partir de Júpiter | Os trânsitos de Vênus a partir de Júpiter |
| ----------------------------------------- | ----------------------------------------- |
| 12 de novembro de 2006                    |                                           |
| 20 de setembro de 2012                    |                                           |
| 05 de janeiro de 2014                     |                                           |
| 26 de maio de 2024                        |                                           |
| 14 de novembro de 2030                    |                                           |
| 20 de julho de 2042                       |                                           |
| 28 de maio de 2048                        |                                           |
| 25 de março de 2054                       |                                           |
| 01 de fevereiro de 2060                   |                                           |
| 22 de julho de 2066                       |                                           |
| 07 de outubro de 2071                     |                                           |
| 27 de março de 2078                       |                                           |
| 04 de fevereiro de 2084                   |                                           |
| 30 de novembro de 2089                    |                                           |
| 10 de outubro de 2095                     |                                           |